# Pedro Massa
Pedro Massa SDB (* 29. Juni 1880 in Cornigliano; † 15. September 1968) war ein italienischer Ordensgeistlicher, römisch-katholischer Bischof und Prälat von Rio Negro in Brasilien. 

## Leben
Pedro Massa trat der Ordensgemeinschaft der Salesianer Don Boscos bei und empfing am 15. Januar 1905 das Sakrament der  Priesterweihe.
Papst Pius XI. ernannte ihn am 25. Juli 1925 zum Apostolischen Administrator der neuerrichteten Territorialprälatur Porto Velho.
Papst Pius XII. ernannte ihn am 5. April 1941 zum ersten Prälaten der bereits 1925 errichteten Territorialprälatur Rio Negro und zum Titularbischof von Hebron. Der Apostolische Nuntius in Brasilien, Erzbischof Benedetto Aloisi Masella, spendete ihm am 1. Mai desselben Jahres die Bischofsweihe; Mitkonsekratoren waren Helvécio Gomes de Oliveira SDB, Erzbischof von Mariana, und Henrique César Fernandes Mourão SDB, Bischof von Cafelândia.
Am 1. Oktober 1946 endete seine Aufgabe als Apostolischer Administrator von Porto Velho mit der Ernennung João Batista Costas SDB zum ersten Prälaten. Pedro Massa nahm als Konzilsvater an der ersten Sitzungsperiode des Zweiten Vatikanischen Konzils teil. Am 13. Juni 1967 nahm Papst Paul VI. seinen altersbedingten Rücktritt an.